# Hassi M'Hadi
Hassi M'Hadi är en kommun i departementet Timbedra i regionen Hodh Ech Chargui i Mauretanien. Kommunen hade 13 948 invånare år 2013.